# المجمع المغلق 1592
المجمع المغلق 1592 هو المجمع الموكول بانتخاب بابا الكنيسة الكاثوليكية الجديد بعد استقالة البابا. انعقد مجمع الكرادلة لانتخاب البابا الجديد بدءًا من
10 يناير 1592 وانتهى في 30 يناير 1592. انتُخبَ كليمنت الثامن ليكون البابا الجديد للكنيسة.
عُقدَ المجمع في الدولة البابوية في 1592.